# Lorenz Weinzierl junior
Lorenz Weinzierl (* 5. April 1813 in Großmehring; † 28. Oktober 1880 ebenda) war ein bayerischer Gastwirt, Landwirt und Abgeordneter.

## Werdegang
Weinzierl war in Großmehring ansässig. In Nachfolge des verstorbenen Joseph Lipp zog Lorenz Weinzierl am 20. September 1847 als Abgeordneter der Klasse V in die bayerische Kammer der Abgeordneten ein, der er bis 1848 angehörte. Er galt als regierungstreu.